# Gazzada Schianno
Gazzada Schianno – miejscowość i gmina we Włoszech, w regionie Lombardia, w prowincji Varese.
Według danych na rok 2004 gminę zamieszkiwało 4514 osób, 1128,5 os./km².